# Otogelin
Otogelin‏ (Otogelin) هوَ بروتين يُشَفر بواسطة جين Otogelin في الإنسان.